# Eynhallow Church

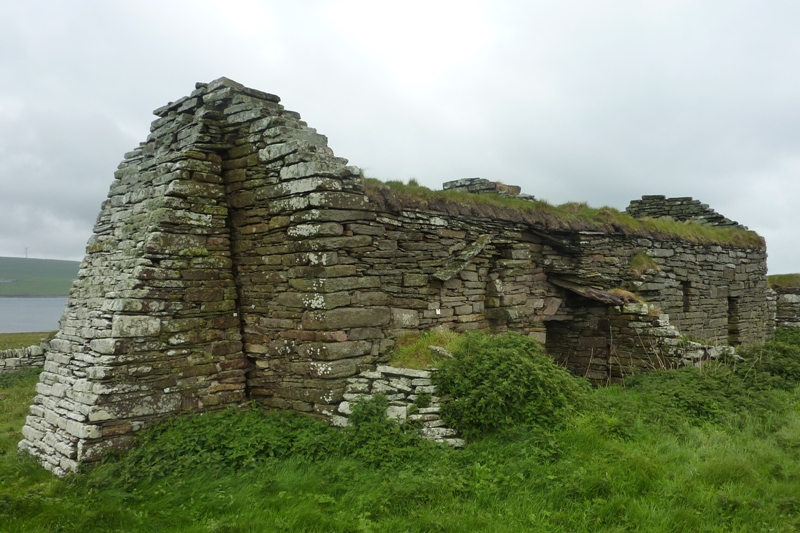
Eynhallow Church, gezien vanuit het noordoosten. De steunbeer aan de oostzijde en de aanbouw aan de noordzijde stammen uit de 16e eeuw.

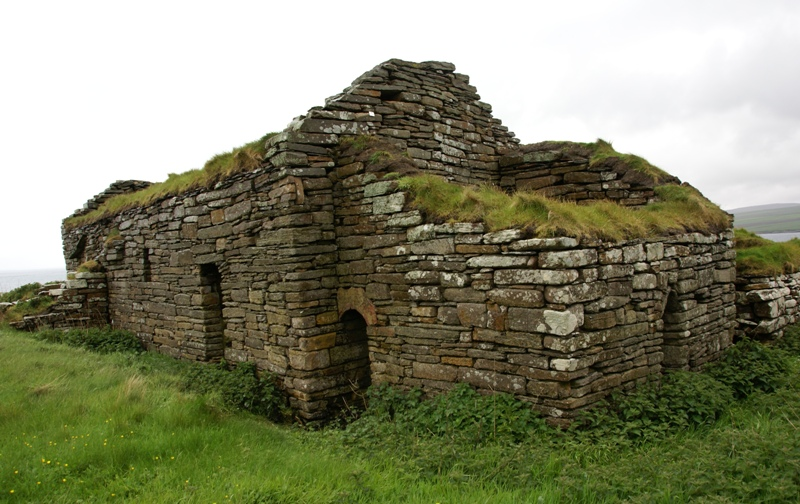
Zicht uit het noordwesten met rechts vooraan het 12e-eeuws westelijk portaal.

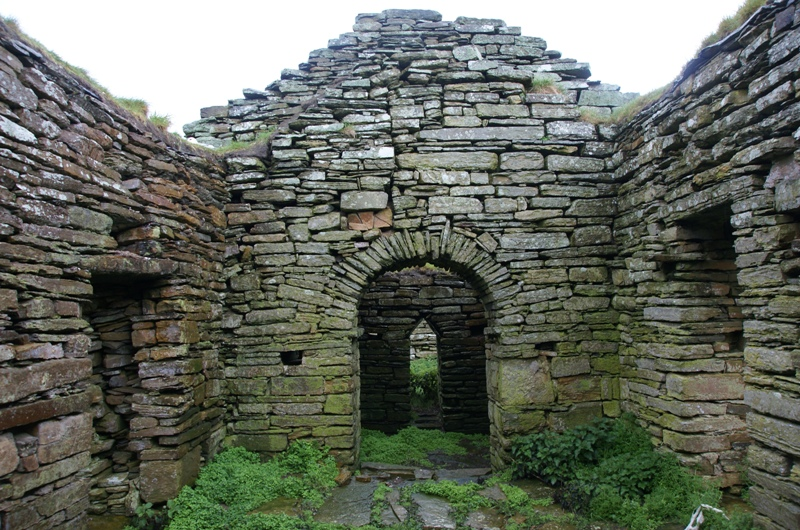
Vanuit het schip kijkende naar het westelijke portaal.

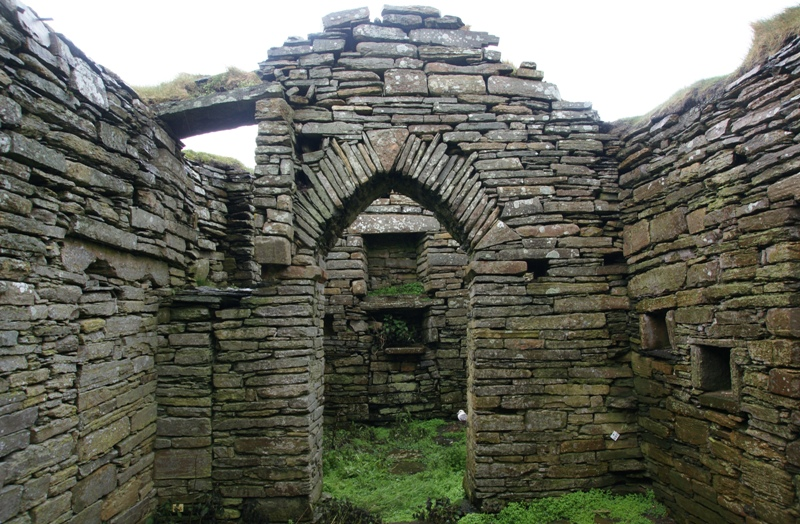
Vanuit het schip kijkende naar het koor. Links (nog in het schip) is een dichtgemaakte, 16e-eeuwse kast te zien.

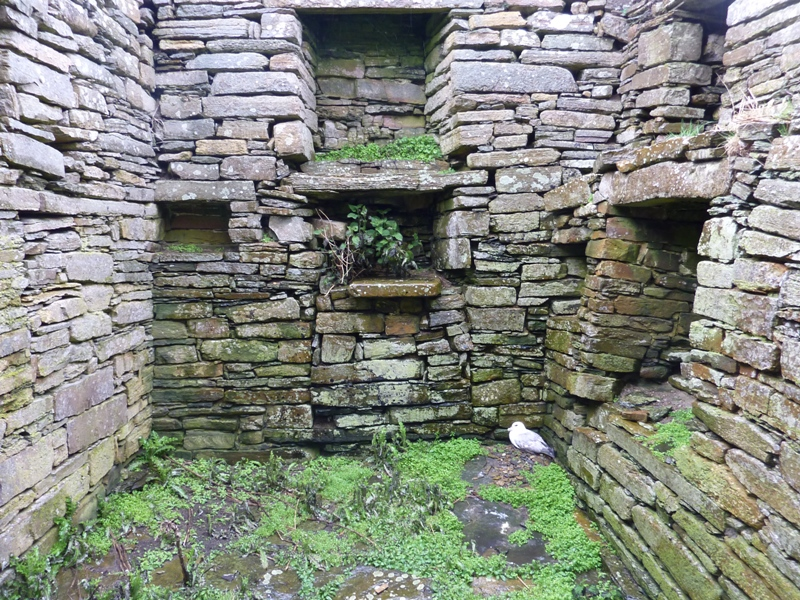
Het koor met op de eerste verdieping een haard, aangebracht in de 16e eeuw. In de zuidoostelijke hoek nestelt een Noordse stormvogel.

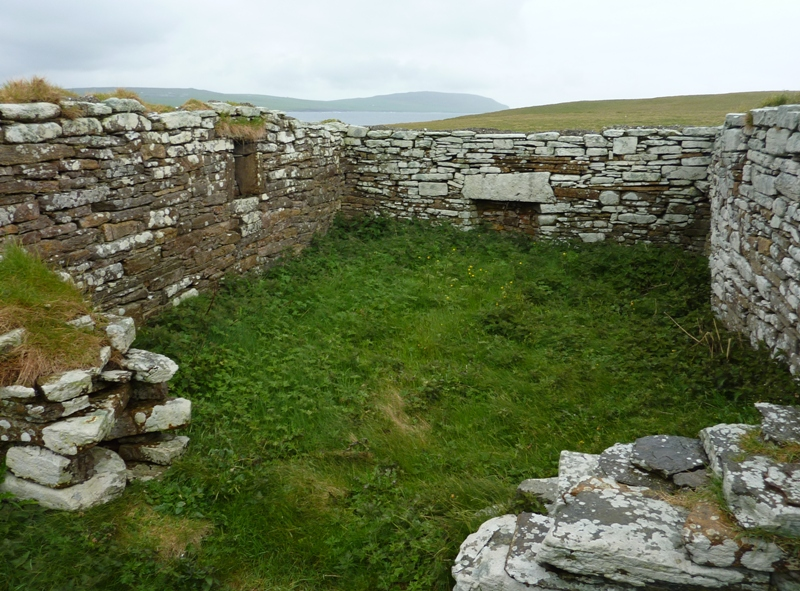
Eén van de gebouwen ten westen van het kerkgebouw.

Eynhallow Church is (de ruïne van) een 12e-eeuws klooster, gelegen op Eynhallow, een van de Schotse Orkneyeilanden.

## Geschiedenis
Over de geschiedenis van Eynhallow Church is weinig bekend. De kerk zou deel uitgemaakt hebben van een kloostercomplex, wellicht van de Benedictijnen. De kerk stamt in ieder geval uit de 12e eeuw.
De naam van het eiland verwijst naar het feit dat het eiland een belangrijk religieus centrum moet zijn geweest. Het Noorse Eyin-Helha betekent Heilig Eiland.
In de Orkneyinga saga wordt verhaald hoe in 1155 Olaf, zoon van Svein Asleifarson en pleegzoon van Kolbein Hruga van Wyre, door Jon Wing ontvoerd wordt vanaf Eynhallow, omdat twee van Jons broers door Svein zijn gevangengenomen. Jon Wing neemt Olaf mee naar Westness en komt bij Rapness jarl Rognvald tegen, die hem ten zeerste aanraadt de jongen terug te brengen ongeacht het lot van zijn broers, omdat Svein en Kolbein hem nooit met rust zouden laten. Olaf bevond zich waarschijnlijk op Eynhallow, omdat hij daarheen was gestuurd om onderwezen te worden door de monniken.
Eynhallow Church is in ieder geval verlaten vóór het begin van de reformatie (circa 1560).
In de 16e eeuw werd de kerk omgebouwd tot drie woonhuizen. Hierbij werd de kerk voorzien van aanbouwsels.
In 1851 werden de bewoners van Eynhallow gehaald en werden de kerk en de omringende gebouwen deels ontmanteld door de daken te verwijderen.
In 1897 werd de ruïne geconsolideerd door W.R. Lethaby.

## Bouw
Eynhallow Church bestaat uit een rechthoekig schip met een vierkant portaal aan de westzijde en een vierkant eindigend koor aan de oostzijde.
In de 21e eeuw zijn enkel het portaal en de binnenzijde van zowel de westelijke als van de oostelijke muur van het koor nog geheel oorspronkelijk. De rest stamt uit de tijd van de reconstructie tot woonhuis in de 16e eeuw.
Aan de zuidzijde van het schip bevond zich vermoedelijk een passage naast de kerk. Aan de zuidzijde van deze passage bevinden zich de resten van een laatmiddeleeuwse toegang naar het onderste deel van een trap. Het zou kunnen dat deze trap onderdeel was van een klokkentoren.
Ten zuiden en ten westen van de kerk bevindt zich een agglomeraat van gebouwen. De relatieve positie van deze gebouwen ten opzichte van de kerk doet vermoeden dat deze gebouwen van origine deel uitmaakten van de abdij. Vermoedelijk was de originele plattegrond T-vormig, gesitueerd ten westen van het portaal van de kerk met het lange uiteinde van de T naar het noorden wijzend. Later is deze plattegrond gewijzigd door uitbreidingen naar het westen, zuiden en zuidwesten.

### Westelijk portaal
Het portaal aan de westzijde was wellicht de basis van een nooit gerealiseerde of deels afgebroken toren. Aan de westzijde bevindt zich in het midden een nauwe ingang met een breedte van 0,46 meter. Twee tegen elkaar aanleunende platte stenen vormen een hoekige boog boven deze toegang. Aan de noordzijde heeft het portaal een even nauwe toegang, waarbij de bovenzijde gevormd wordt door één blok rode zandsteen die halfrond gemaakt is. Beide toegangen stammen uit het begin of uit het midden van de 12e eeuw. De rechthoekige toegang aan de zuidzijde is hoogstwaarschijnlijk aangebracht na de reformatie. In de zuid- en westmuur zijn gaten overgebleven waarin steunbalken bevestigd waren. Het westelijke portaal is via een doorgang, voorzien van een boog, die ten opzichte van de muur iets verder terug in de muur begint, verbonden met het schip.

### Schip
Aan beide zijden van de toegangsboog bevinden zich gaten waarin steunbalken bevestigd waren. Aan zowel de zuid- als de noordzijde van het schip bevinden zich een rechthoekige deur (aan de oostelijke kant van het muur) en een rechthoekig raam. Deze zijn vermoedelijk pas aangebracht toen het schip in een woning werd veranderd. Uit dezelfde periode stamt een grote, later met stenen dichtgemaakte kast in de noordelijke muur en drie kleine muurkasten in de zuidelijke muur. In de oostelijke muur bevindt zich de toegang tot het koor. Deze is smaller dan de doorgang tussen het westelijke portaal en het schip. Deze toegang is voorzien van een boog, gemaakt van gestapelde platte stenen, waarbij driehoekige blokken van rode zandsteen zijn gebruikt als sluitsteen en als eerste stenen van de boog. Het feit dat de boog geen zuivere boog is maar meer gepunt, wijst erop dat de boog geconstrueerd is aan het eind van de 12e eeuw. Aan de zuidzijde van de boog bevindt zich een gat in de muur waarin een steunbalk was bevestigd.

### Koor
Het koor was, net zoals het schip, na de reformatie veranderd in een woning.
Aan de buitenzijde werd de zuidelijke muur breder gemaakt en werd de oostelijke gevel grotendeels herbouwd. Op de eerste verdieping werd aan de oostelijke zijde een haard aangebracht. Aan de noordzijde werd een rechthoekige toegang gemaakt en een kamer werd aan deze zijde aangebouwd. In de zuidelijke muur bevindt zich een raam dat aan de binnenzijde breder is dan aan de buitenzijde; dit raam stamt vermoedelijk uit de late 12e eeuw. Oostelijk hiervan bevindt zich een kleine stenen kast.

## Beheer
Eynhallow Church wordt beheerd door Historic Scotland. Het eiland Eynhallow heeft geen reguliere verbinding met de andere eilanden en is enkel per boot bereikbaar.
Eynhallow Church is, zeker sinds de jaren tachtig van de 20e eeuw overgroeid met brandnetels. De ruïne dient eveneens als broedplaats voor Noordse stormvogels.